# Takarabune

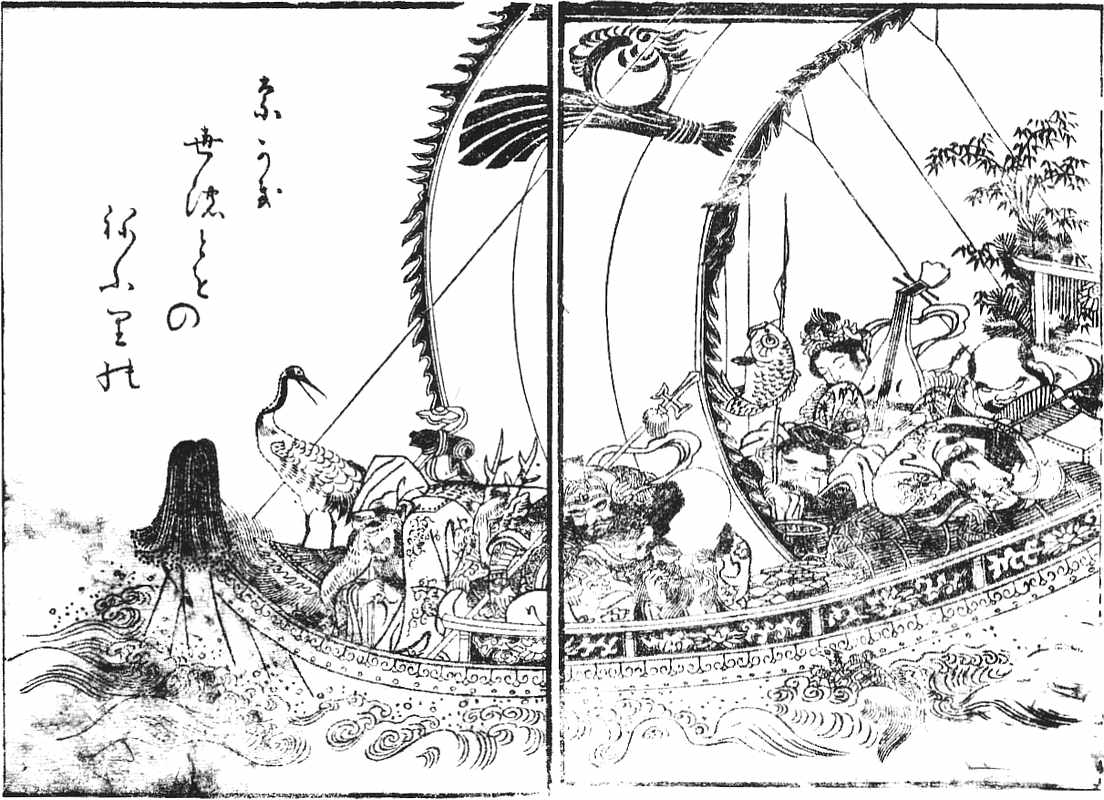
La Takarabune in un disegno di Toriyama Sekien

Nella tradizione giapponese, la Takarabune (宝船?, lett. "La nave del tesoro"), è una nave mitica pilotata attraverso i cieli dalle Sette Divinità della Fortuna durante i primi tre giorni del Capodanno. La sua iconografia costituisce una parte essenziale delle tradizionali celebrazioni di Capodanno giapponese.

## La nave
Durante i primi tre giorni del nuovo anno, si dice che le Sette Divinità della Fortuna guidano attraverso i cieli e nei porti umani una nave mitica chiamata Takarabune, o "Nave del tesoro", perché in essa ci sono le takaramono (宝物?)), o "cose del tesoro", incluso il  cappello dell'invisibilità  ( 隠 れ 笠 ?,  kakuregasa), i  rotoli di broccato  ( 織物 ?,  orimono), la borsa inesauribile (金 袋?, kanebukuro), le  chiavi segrete per il tesoro degli dei ( 鍵?, kagi), i libri della saggezza e vita ( 巻 き 物?, makimono) , il martello magico ( 小 槌?, kozuchi), l' impermeabile fortunato  ( 隠 れ 蓑 ?,  kakuremino), la  veste d'angelo ( 羽衣 ?,  hagoromo) e la borsa della fortuna ( 布袋?,  nunobukuro ).

## Stampe xilografate
Come detto, un'immagine della Takarabune costituisce una parte essenziale delle tradizionali celebrazioni di Capodanno per un giapponese. In tal senso, è di buon auspicio esporre una sua stampa xilografata durante il Capodanno.